# Beam Me Up Scotty
Beam Me Up Scotty e миксирана лента на Ники Минаж, издадена на 18 април 2009 г.

## Предистория
През 2009 г., когато Ники Минаж записва трета миксирана лента, тя записва и песента Beam Me Up Scotty. За припева ѝ хрумнало да измисли фразата Beam Me Up Scotty. Записали я как го казва и решила така да кръсти песента и миксираната лента.

## Списък на песните
1. Intro
2. I Get Crazy (с участието на Лил Уейн)
3. Itty Bitty Piggy
4. Slumber Party (с участието на Гучи Мейн)
5. Kill Da DJ
6. Mind On My Money (с участието на Brinx, Бъста Раймс и Риана)
7. Shopaholic
8. Still I Rise
9. Go Hard (с участието на Лил Уейн)
10. Nicki Speaks
11. Best I Ever Had (с участието на Дрейк)
12. Handstand (с участието на Шанел)
13. Get Silly
14. Easy (с участието на Гучи Мейн и Rocko)
15. Five-O (с участието на Jae Millz & Gudda Gudda)
16. Nicki Speaks
17. I Feel Free (с участието на Рон Брауз, Red Cafe и Рики Блейз)
18. Can Anybody Hear Me
19. Girls Kissing Girls (с участието на Гучи Мейн)
20. Envy
21. Outro
22. Beam Me Up Scotty[4][5]